# Jodie Whittaker
Jodie Auckland Whittaker (přechýleně Whittakerová; * 3. června 1982 Skelmanthorpe) je britská herečka. Do povědomí se dostala v roce 2006 ve filmu Venuše. Za tento film získala ocenění British Independent Film Award a nominaci na Satellite Award. Dále hrála ve filmu Útok na věžák (2011), v seriálu Černé zrcadlo v epizodě The entire history of you, v seriálu Broadchurch a Trust Me.
16. července 2017 oznámila společnost BBC, že se Whittakerová stane nástupcem postavy Doctora v populárním seriálu Pán času. V seriálu hraje 13. Doctora a zároveň prvního ženského Doctora. Vystřídala herce Petera Capaldiho. V roce 2018 hrála v 11. sérii a v roce 2020 si roli zopakovala ve 12. sérii. Dne 1. ledna 2021 se objevila v Revolution of the Daleks (Dalecká revoluce) po boku Bradleyho Walshe, Tosina Cole a Mandip Gillové. Ve 13. sérii Pána času se vrátí společně s Mandip Gillovou a novým společníkem Danem, kterého ztvární John Bishop. Třináctá řada by se měla objevit na BBC ONE na podzim 2021.

## Osobní život
Whittakerová si vzala amerického herce a spisovatele Christiana Contrerase v roce 2008. S ním má jedno dítě. Momentálně žije v Londýně. Je feministka. Díky natáčení seriálu Broadchurch (2013–2017) se spřátelila s bývalým hercem Doktora seriálu Pán času Davidem Tennantem, Davidem Bradleyem (Filch, Harry Potter), Arthurem Darvillem (Rory Williams, Pán času).